# Homalodisca indefensa
Homalodisca indefensa är en insektsart som beskrevs av Melichar 1924. Homalodisca indefensa ingår i släktet Homalodisca och familjen dvärgstritar.
Artens utbredningsområde är Costa Rica. Inga underarter finns listade i Catalogue of Life.